# Malin Eriksson Gallardo
Malin Eriksson Gallardo, född 12 oktober 1974 är en svensk volleybollspelare (passare). Hon spelade 82 matcher med Sveriges landslag.
Eriksson Gallardos moderklubb var Kolbäcks VK. Hon fortsatte sedan i KFUM Örebro innan hon blev proffs i Spanien och senare även spelade i Italien, Schweiz och Turkiet.